# Zıxır
Zıxır è un comune dell'Azerbaigian situato nel distretto di Quba. Conta una popolazione di 462 abitanti.